# Гольдштейн, Валентин Борисович
Валентин Борисович Гольдштейн (1936—2013) — российский баскетболист, тренер, организатор массовой спортивно-оздоровительной работы Карелии. Заслуженный работник физической культуры Республики Карелия (1992). Заслуженный работник физической культуры (2000).

## Биография
Родился в семье военных врачей. В 1953 г. окончил среднюю школу № 9 г. Петрозаводска.
С 1952 г. работал тренером-преподавателем по баскетболу Карело-Финского республиканского совета ДСО «Буревестник».
С 1955 г. — тренер-преподаватель по баскетболу Карело-Финского (с 1956 г. — Карельского) республиканского совета ДСО «Спартак».
Мужская сборная Карелии по баскетболу под руководством тренера В. Б. Гольдштейна в 1958 и 1960 становилась чемпионом Северо-Запада РСФСР.
С 1967 г. — заместитель председателя Карельского республиканского совета ДСО «Спартак».
С 1979 г. — директор ДЮСШ-4 г. Петрозаводска.
С 1981 г. — директор республиканской ДЮСШ Министерства просвещения Карельской АССР.
С 1983 г. — заместитель председателя Карельского республиканского совета ДСО «Спартак».
В 1984 г. окончил Карельский ордена Знак Почёта государственный педагогический университет.
С 1987 г — заместитель председателя Карельского республиканского совета физкультурно-спортивного общества «Россия»
С 1993 г. возглавлял отдел в Государственном комитете Республики Карелия по физической культуре и спорту. Работал заместителем директора школы высшего спортивного мастерства Госкомспорта РК.
При его участии созданы спортивные школы олимпийского резерва Карелии по лыжным гонкам, боксу, биатлону. Подготовлено более 100 мастеров спорта, 6 мастеров спорта международного класса Карелии. Под его руководством прошло становление в республике баскетбола, гандбола, многоборья ГТО, начал развиваться инвалидный спорт.
Был одни из автором одного из первых среди субъектов России Закона Республики Карелия «О физической культуре и спорте». Был учредителем организованного в 2004 г. Карельского республиканского отделения Паралимпийского комитета России.

## Награды
Почётная грамота Президиума Верховного Совета Карельской АССР (1985).

## Память
В Петрозаводске именем Гольдштейна с 2013 г. назван традиционный фестиваль мини-баскетбола, организатором которого в 1978 г. был В. Гольдштейн